# كريستوفر كانتويل
كريستوفر كانتويل (بالإنجليزية: Christopher Cantwell)‏ هو مدون صوتي وكاتب أمريكي، ولد في 1980 في ستوني بروك ، نيويورك في الولايات المتحدة.